# Česká volejbalová extraliga mužů
Česká volejbalová extraliga mužů (podle sponzora také: ČEZ volejbalová extraliga mužů) je nejvyšší mužskou volejbalovou soutěží v České republice, která se hraje od sezony 1992/1993. Do roku 1992 byla předchůdcem Československá volejbalová liga mužů. Soutěž pořádá Český volejbalový svaz (ČVS). Úřadujícím mistrem je VK Jihostroj České Budějovice (2024).

## Název soutěže
- 1992–1998 – Volejbalová extraliga mužů
- 1998–2010 – Kooperativa volejbalová extraliga mužů
- 2010–2023 – UNIQA volejbalová extraliga mužů
- 2023–dosud – ČEZ volejbalová extraliga mužů

## Přehled medailistů
| Sezóna  | Zlato                       | Stříbro                     | Bronz                       |
| 1992-93 | Odolena Voda                | Praha                       |                             |
| 1993-94 | Odolena Voda                | Ústí nad Labem              |                             |
| 1994-95 | Ústí nad Labem              | Odolena Voda                |                             |
| 1995-96 | Odolena Voda                | Ústí nad Labem              |                             |
| 1996-97 | Ústí nad Labem              | České Budějovice            | Odolena Voda                |
| 1997-98 | Ústí nad Labem              | Liberec                     | České Budějovice            |
| 1998-99 | Zlín                        | České Budějovice            | Liberec                     |
| 1999-00 | České Budějovice            | Liberec                     | Zlín                        |
| 2000-01 | Liberec                     | České Budějovice            | Odolena Voda                |
| 2001-02 | České Budějovice            | Odolena Voda                | Příbram                     |
| 2002-03 | Liberec                     | Odolena Voda                | České Budějovice            |
| 2003-04 | Odolena Voda                | Liberec                     | Opava                       |
| 2004-05 | Kladno                      | Liberec                     | České Budějovice            |
| 2005-06 | Ostrava                     | Kladno                      | Liberec                     |
| 2006-07 | České Budějovice            | Liberec                     | Opava                       |
| 2007-08 | České Budějovice            | Ostrava                     | Kladno                      |
| 2008-09 | České Budějovice            | Kladno                      | Ostrava                     |
| 2009-10 | Kladno                      | Liberec                     | České Budějovice            |
| 2010-11 | České Budějovice            | Ostrava                     | Zlín                        |
| 2011-12 | České Budějovice            | Liberec                     | Příbram                     |
| 2012-13 | Ostrava                     | České Budějovice            | Liberec                     |
| 2013-14 | České Budějovice            | Liberec                     | Zlín                        |
| 2014-15 | Liberec                     | České Budějovice            | Karlovy Vary                |
| 2015-16 | Liberec                     | Brno                        | České Budějovice            |
| 2016-17 | České Budějovice            | Kladno                      | Liberec                     |
| 2017-18 | Karlovy Vary                | Kladno                      | Liberec                     |
| 2018-19 | České Budějovice            | Liberec                     | Ostrava                     |
| 2019-20 | sezóna nedohrána (Covid-19) | sezóna nedohrána (Covid-19) | sezóna nedohrána (Covid-19) |
| 2020-21 | Karlovy Vary                | České Budějovice            | Liberec                     |
| 2021-22 | Karlovy Vary                | Praha                       | České Budějovice            |
| 2022-23 | Praha                       | České Budějovice            | Karlovy Vary                |
| 2023-24 | České Budějovice            | Praha                       | Kladno                      |

## Přehled vítězů v nejvyšší soutěži
| Klub                          | Tituly | Vítězné ročníky                                                  |
| ----------------------------- | ------ | ---------------------------------------------------------------- |
| VK Jihostroj České Budějovice | 11     | 2000, 2002, 2007, 2008, 2009, 2011, 2012, 2014, 2017, 2019, 2024 |
| Aero Odolena Voda             | 4      | 1993, 1994, 1996, 2004                                           |
| VK Dukla Liberec              | 4      | 2001, 2003, 2015, 2016                                           |
| VK ČEZ Karlovarsko            | 3      | 2018, 2021, 2022                                                 |
| VK Setuza Ústí nad Labem      | 3      | 1995, 1997, 1998                                                 |
| VK Ostrava                    | 2      | 2006, 2013                                                       |
| Kladno volejbal cz            | 2      | 2005, 2010                                                       |
| VSC Fatra Zlín                | 1      | 1999                                                             |
| Lvi Praha                     | 1      | 2023                                                             |